# Otto Tober
Otto Tober (* 29. August 1882 in Grünau bei Berlin; † 15. August 1964 in Berlin) war ein überwiegend beim Stummfilm tätiger deutscher Kameramann.

## Leben
Tober erhielt eine Ausbildung zum Porträtfotografen und arbeitete seit 1898 in diesem Beruf, zuletzt 1910/11 in Paris. 1911 ging er nach Berlin und erlernte in den kommenden sieben Jahren das Film-Handwerk von der Pike auf. Von 1914 bis 1918 betreute Tober die Messter’sche Kriegswochenschau.
Am 9. November 1918, zwei Tage vor dem Waffenstillstand, begann er seine Tätigkeit als Chefkameramann beim Spielfilm. In dieser Funktion fotografierte Tober bis 1922 sämtliche Produktionen der „Maxim-Film“, darunter diverse Inszenierungen Carl Froelichs. Ende desselben Jahres stand er auch bei G. W. Pabsts Regiedebüt Der Schatz mit Froelich-Star Henny Porten hinter der Kamera. Anschließend holten ihn die Regisseure Froelich und Friedrich Zelnik für die Inszenierungen ihrer eigenen Produktionsgesellschaften.
1924 ging Otto Tober mit dem Regisseur Heinz Karl Heiland auf eine ausgedehnte Filmexpedition nach Ostasien: das Resultat waren die beiden Inszenierungen Die weiße Geisha und Bushidō, das eiserne Gesetz. Tober blieb noch bis zum Ende des Stummfilmzeit dem Spielfilm treu, danach konzentrierte er sich wieder auf die Arbeit eines Dokumentaristen und fertigte erneut Aufnahmen für Wochenschauen an.
Im Herbst 1939 meldete sich Otto Tober freiwillig bei der Marine als Kriegsberichterstatter – und wurde damit der älteste Wochenschaukameramann des Deutschen Reichs während des Zweiten Weltkriegs. Otto Tober lieferte Bildmaterial unter anderem vom Ärmelkanal und der Themsemündung, aber auch von den Gefechtsschauplätzen in Frankreich, Norwegen und dem Balkan.
Nach dem Krieg betätigte sich Tober erneut eine Zeitlang als Dokumentarfilmkameramann, ehe er sich altersbedingt in den Ruhestand verabschiedete.

## Filmografie
- 1919: Die Verführten
- 1919: Arme Thea
- 1919: Der Tempelräuber
- 1919: Die Liebschaften der Käthe Keller
- 1919: Der Tänzer (2 Teile)
- 1919: Das Schicksal der Carola von Geldern
- 1919: Der Klapperstorchverband
- 1920: Das große Licht
- 1920: Die Brüder Karamasoff
- 1920: Die Frau im Doktorhut
- 1920: Menschen von heute
- 1920: Moj
- 1920: Der Kammersänger
- 1921: Das Gelübde
- 1921: Hapura, die tote Stadt
- 1921: Der Wahn des Philipp Morris
- 1922: Der Gaukler von Paris
- 1922: Lyda Ssanin
- 1923: Friedrich Schiller
- 1923: Der Schatz
- 1923: Der rote Reiter
- 1923: Daisy
- 1923: Der Wetterwart
- 1923: Katjuscha Maslowa
- 1923: Der Matrose Perugino
- 1924: Horrido
- 1925: Der Mann im Sattel
- 1926: Bushidō, das eiserne Gesetz
- 1926: Die weiße Geisha
- 1926: Fedora
- 1927: Der Neffe aus Amerika
- 1927: Das Haus am Krögel
- 1927: Herbstzeit am Rhein
- 1928: Das Lied, das meine Mutter sang
- 1929: Sünde und Moral
- 1933: Zwei reparieren sich durch (Kurzfilm)
- 1940: Kampf um Norwegen – Feldzug 1940 (propagandistischer Dokumentarfilm)
- 1950: Heringsfang auf hoher See (kurzer Dokumentarfilm)
- 1950: Auf See gekehlt – auf See gesalzen (mittellanger Dokumentarfilm)